# Jamal (nome)
Jamal (in arabo: جمال) è un nome proprio di persona arabo maschile.

## Varianti
- Varianti di traslitterazione: Jamaal, Gamal[1][2]

### Varianti in altre lingue
- Albanese: Xhemal[1]
- Ceceno: Джамал (Džamal)[1]
- Turco: Cemal[1]

## Origine e diffusione
Riprende il vocabolo arabo che vuol dire "bellezza", "grazia", "attrattività", dalla stessa radice da cui deriva il nome Jamil. È quindi di significato simile ai nomi Aglaia, Shri, Indira, Husni e Aoife.
Oltre che in arabo, il nome è in uso anche nelle comunità afroamericane; il nome Jamar è probabilmente frutto di una sua combinazione con Lamar.

## Onomastico
È un nome adespota, in quanto non esistono santi chiamati così. L'onomastico si festeggia dunque il 1º novembre, giorno di Ognissanti.

## Persone

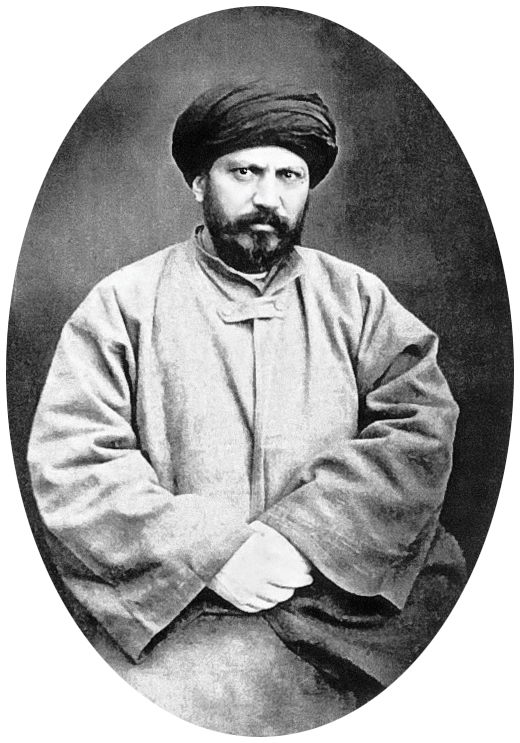
Jamal al-Din al-Afghani

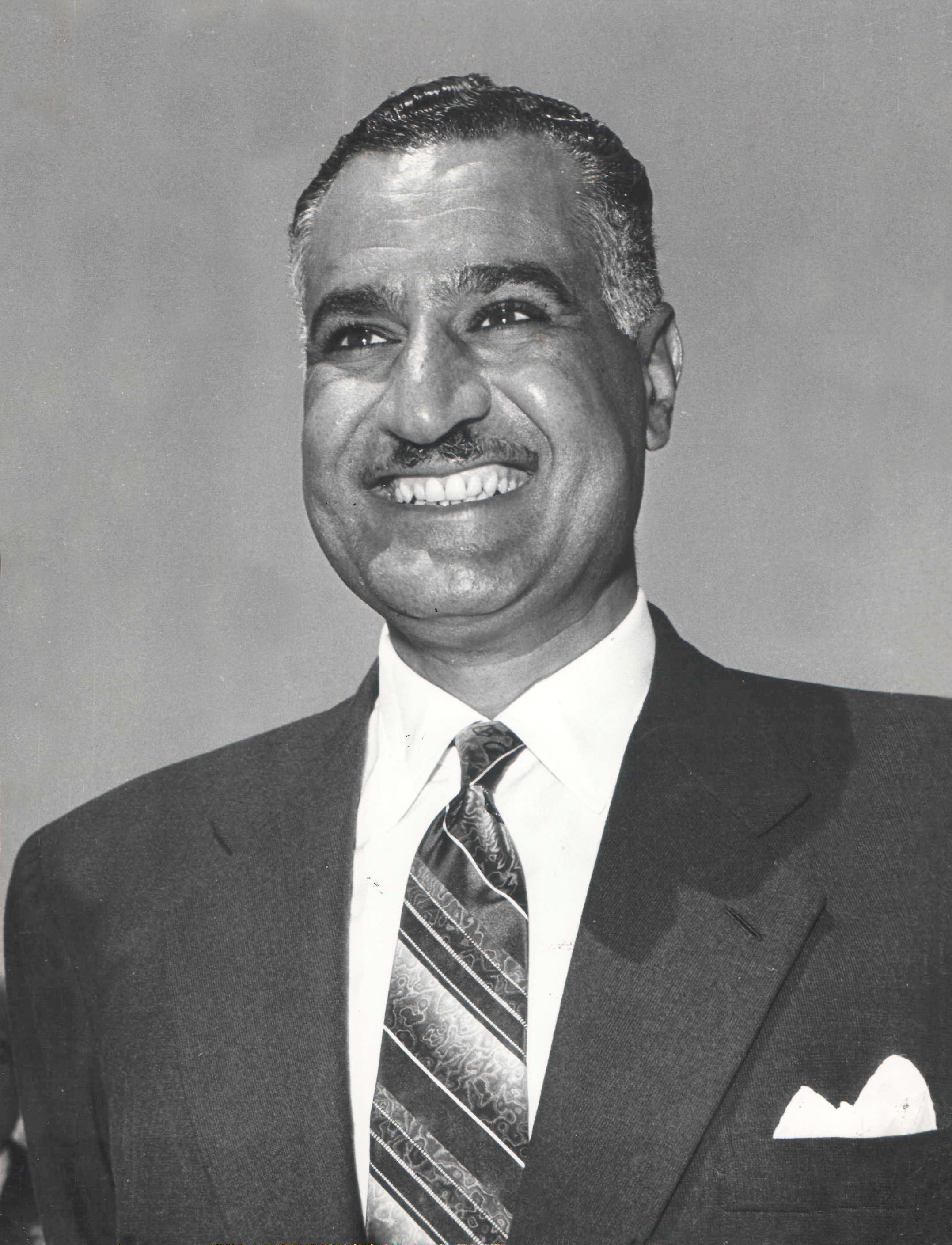
Gamal Abd el-Nasser

- Jamal al-Din al-Afghani, teologo afghano
- Jamal Al Sharif, arbitro di calcio siriano
- Jamal Crawford, cestista statunitense
- Jamal Khashoggi, giornalista saudita
- Jamal Lewis, giocatore di football americano statunitense
- Jamal Mashburn, cestista statunitense
- Jamal Musiala, calciatore tedesco
- Jamal Sellami, calciatore marocchino
- Jamal Woolard, attore e rapper statunitense

### Variante Jamaal
- Jamaal Charles, giocatore di football americano statunitense
- Jamaal Magloire, cestista canadese
- Jamaal Wilkes, cestista statunitense

### Variante Gamal
- Gamal Abd el-Nasser, militare e politico egiziano
- Gamal al-Banna, politico e religioso egiziano
- Gamal Al-Ghandour, arbitro di calcio egiziano
- Gamal Ghitani, scrittore, giornalista e opinionista egiziano
- Gamal Mubarak, politico egiziano

### Altre varianti
- Xhemal Aranitasi, generale albanese
- Cemal Gürsel, generale turco
- Cemal Süreya, poeta e scrittore turco